# Ferenc Fricsay
Ferenc Karl Fricsay (Boedapest, 9 augustus 1914 — Bazel, 20 februari 1963) was een Oostenrijks dirigent van Hongaarse afkomst, die vooral in Hongarije, Oostenrijk en Duitsland heeft gewerkt.
In Boedapest studeerde Fricsay onder meer bij Béla Bartók en Zoltán Kodály. Na de Tweede Wereldoorlog was hij vooral betrokken bij het RIAS-orkest. Met dit orkest maakte Fricsay vele opnamen en werd hij een van de belangrijkste kunstenaars bij Deutsche Grammophon. Zijn stijl was nuchter, energiek, gedetailleerd en met nadruk op het ritmische; zijn voorbeeld hierin was Arturo Toscanini. Fricsay, die ook veel opera's dirigeerde, werkte graag met een vertrouwd team van solisten, onder wie Maria Stader, Rita Streich, Dietrich Fischer-Dieskau, Ernst Haefliger, Yehudi Menuhin, Clara Haskil en Géza Anda.  
Bekende opnames van zijn werk zijn onder andere die van Don Giovanni, Die Zauberflöte, Carmen, Der fliegende Holländer, Fidelio, Mozart- en Haydnsymfonieën, Haydns Die Jahreszeiten, Mozarts Requiem, Beethovens Vioolconcert, Schumanns Frühlingssinfonie, Verdi's Messa da Requiem, Dvořáks Symfonie nr. 9, Mahlers Rückert-Lieder, Stravinskys Le Sacre du printemps en de Psalmensymfonie, Orffs Antigonae, de Petite Symphonie Concertante van Frank Martin, Zoltán Kodálys Psalmus Hungaricus, de meeste werken van Bartók, waaronder zijn Vioolconcert nr. 2, de drie pianoconcerten, Cantata Profana en Hertog Blauwbaards burcht.   

## Trivia
- Van huis uit was Fricsay pianist, maar hij kon alle instrumenten uit het orkest bespelen, met uitzondering van de harp.
- De lievelingsplaat van Alex de Large in A Clockwork Orange is Fricsay's opname van Beethovens Negende met de Berliner Philharmoniker.

- Bibsys: 1009149
- Biblioteca Nacional de España: XX846972
- Bibliothèque nationale de France: cb138941660 (data)
- CiNii: DA08380437
- Gemeinsame Normdatei: 118693379
- International Standard Name Identifier: 0000 0001 2138 2480
- Library of Congress Control Number: n82164741
- Nationale Bibliotheek van Letland: 000148150
- MusicBrainz: 191ba1c0-4519-411e-9939-b621e8ff5415
- Bibliotheek van het Japanse parlement: 001199250
- Nationale Bibliotheek van Tsjechië: xx0168023
- Nationale bibliotheek van Australië: 35283471
- Nationale Bibliotheek van Israël: 987007275185705171
- Nationale Bibliotheek van Polen: a0000002564095
- Nationale en Universitaire bibliotheek Zagreb: 000690633
- Nederlandse Thesaurus van Auteursnamen: 068260105
- Réseau des bibliothèques de Suisse occidentale: 02-A003264233
- LIBRIS: 283229
- SNAC: w6hh9m0h
- Système universitaire de documentation: 079000177
- Trove: 896767
- Virtual International Authority File: 69115470
- WorldCat: E39PBJhX9W7jmMghY9fJYhPhHC